# جاكي كلارك
جاكي كلارك (14 مارس 1963 - ) (بالإنجليزية: Jackie Clark)‏ هي لاعبة كريكت نيوزلندية. شاركت مع منتخب نيوزيلندا الوطني للكريكت.

## وصلات خارجية
- جاكي كلارك على موقع إي آس بي آن كريك إنفو (الإنجليزية)